# Grades Singing
Grades Singing, född 12 april 1982, död 6 november 2007, var en amerikansk travare, mest känd för att ha varit det näst mest vinstrikaste stoet i historien, efter Peace Corps.

## Karriär
Grades Singing var ett brunt sto efter Texas och under Singing Bay (efter Duke Rodney). Hon föddes upp av Bay Jean Farm & Stables och ägdes under större delen av tävlingskarriären av Högtorps Gård AB i Sverige. Hon tränades inledningsvis av Hervé Filion och senare av Olle Goop.
Grades Singing tävlade mellan 1984 och 1991 och sprang in totalt 17 023 105 kr på 148 starter, varav 84 segrar, 21 andraplatser och 12 tredjeplatser. Hon tog karriärens största segrar i Breeders Crown Open Mare Trot (1986, 1987, 1989), Maple Leaf Trot (1986), Finlandialoppet (1987), Olympiatravet (1987), European Grand Circuit (1987), Gran Premio Lotteria (1988) och Grosser Preis von Bayern (1988). Hon kom även på andra plats i Prix d'Amérique (1987) och på tredje plats i Åby Stora Pris (1987), Preis der Besten (1988) och Elitloppet (1989).
Grades Singing valdes in i Canadian Horse Racing Hall of Fame 1996.

### Som avelssto
Grades Singing fick under sin livstid 11 svenskregistrerade avkommor. Hennes mest vinstrika avkomma var Smashing Victory.

### Död
Grades Singing avlivades den 6 november 2007 efter att en tumör i lymfan upptäckts.